# Блейк, Стэнли Тэтчер
Стэнли Тэтчер Блейк (англ. Stanley Thatcher Blake, 1910 или 1911 — 24 февраля 1973) — австралийский ботаник. 

## Биография
Стэнли Тэтчер Блейк родился в 1910 или в 1911 году.
Он работал в Queensland Herbarium с 1945 года до своей смерти. Блейк был президентом Квинслендского королевского общества (англ. The Royal Society of Queensland) и Квинслендского клуба естествоиспытателей (англ. The Queensland Naturalists' Club). Он был пожизненным членом Национальной Ассоциации парков (англ. National Parks Association). Блейк внёс значительный вклад в ботанику, описав множество видов семенных растений.
Стэнли Тэтчер Блейк умер 24 февраля 1973 года.

## Научная деятельность
Стэнли Тэтчер Блейк специализировался на семенных растениях.

## Научные работы
- The honey flora of South-Eastern Queensland (avec C. Roff), Queensland Department of Agriculture and Stock, 1958, 199 p., 175 pl.
- A Revision of Melaleuca leucadendron and its Allies (Myrtaceae), Contributions from the Queensland Herbarium, N°1, 1969, 114 p.
- A revision of Carpobrotus and Sarcozona in Australia, genera allied to Mesembryanthemum (Aizoaceae), Brisbane, 1969, Contributions from the Queensland Herbarium, N°7, 65 p., 11 plates.
- Studies in Cyperaceae, Brisbane, 1969, Contributions from the Queensland Herbarium, N°8, 48 p.
- A revision of Plectranthus (Labiatae) in Australia, Brisbane, 1971, Contributions from the Queensland Herbarium, N°9, 120 p.
- Idiospermum (Idiospermaceae), a new genus and family for Calycanthus australiensis, Brisbane, 1972, Contributions from the Queensland Herbarium, N°12, 37 p.
- Neurachne and its allies (Gramineae), Brisbane, 1972, Contributions from the Queensland Herbarium, N°13, 53 p.
- Plinthanthesis and Danthonia and a review of the Australian species of Leptochloa (Gramineae), Brisbane, 1972, Contributions from the Queensland Herbarium, N°14, 19 p.
- Revision of the genera Cymbopogon and Schizachyrium (Gramineae) in Australia, Brisbane, 1974, Contributions from the Queensland Herbarium, N°17, 70 p.